# 30093 McClanahan
30093 McClanahan è un asteroide della fascia principale. Scoperto nel 2000, presenta un'orbita caratterizzata da un semiasse maggiore pari a 2,6651076 au e da un'eccentricità di 0,2820692, inclinata di 13,21178° rispetto all'eclittica.
L'asteroide è dedicato alla statunitense Marjorie McClanahan.